# Đồng bằng Ishikari

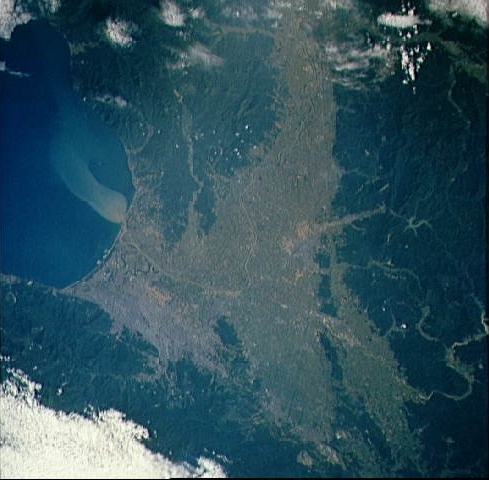
Đồng bằng Ishikari

Đồng bằng Ishikari (tiếng Nhật: 石狩平野) là một đồng bằng ở phía tây Hokkaido. Diện tích của đồng bằng khoảng 3800 km2. Thành phố trung tâm là Sapporo. Trồng lúa rất phổ biến ở đồng bằng Ishikari.